# Horní Moštěnice
Horní Moštěnice – miejscowość i gmina (obec) w Czechach, w kraju ołomunieckim, w powiecie Przerów. W 2022 roku liczyła 1674 mieszkańców.
Przez miejscowość przepływa rzeka Moštěnka. Pierwsza wzmianka o miejscowości pochodzi z 1131 roku. Jest tu wydobywana szczawa hanacka (czes. hanácká kyselka).
W miejscowości jest przystanek kolejowy Horní Moštěnice.

## Zabytki i osobliwości
- kościół parafialny Wniebowzięcia Najświętszej Maryi Panny
- posąg św. Floriana
- posąg św. Jana Nepomucena
- Szwedzki Szaniec – pozostałość twierdzy z okresu wojny trzydziestoletniej
- ponadstuletni miłorząb dwuklapowy[potrzebny przypis]